# Ламберто Леонарді
Ламберто Леонарді (італ. Lamberto Leonardi; 8 серпня 1939, Рим — 22 лютого 2021) — італійський футболіст, що грав на позиції півзахисника і нападника. По завершенні ігрової кар'єри — тренер.
Виступав, зокрема, за клуб «Рома», а також молодіжну збірну Італії.
Володар Кубка Італії.

## Клубна кар'єра
Народився 8 серпня 1939 року в місті Рим. Вихованець футбольної школи місцевої «Роми». Дорослу футбольну кар'єру розпочав 1957 року в основній команді того ж клубу, в якій протягом наступних двох сезонів взяв участь у 2 матчах чемпіонату.
Перший досвід регулрних виступів на дорослому рівні отримав у сезоні 1959/60 граючи за «Козенцу» у Серії C, після чого провів по одному сезону у друголігових «Прато» і «Модені».
1962 року повернувся до рідної «Роми», у якій з наступного сезону став стабільним гравцем основного складу у Серії A. Того ж сезону став у складі «вовків» володарем Кубка Італії 1963/64.
Влітку 1966 року перебрався до друголігового «Варезе», якому у першому ж сезоні, забивши 11 голів у 33 матчах чемпіонату, допоміг підвищитися у класі до Серії A. У варезькій команді склав пару форвардів з 18-річним на той час П'єтро Анастазі.
1968 року Анастазі перейшов до «Ювентуса», а за рік до лав туринського гранда приєднався й Леонарді, відновивши там зіграну у «Варезе» пару нападників. Проте перебування гравця у «Юве» було нетривалим — вже за рік, влітку 1970, туринці взяли курс на омолодження складу, придбавши або поврнувши з оренд відразу низку молодих талановитих виконавців. Тож 30-річний Леонарді був змушений залишити команду.
Його наступним клубом стала «Аталанта» із Серії B, з якою він вже за рік, у 1971 повернувся до елітного італійського дивізіону, де відіграв ще один сезон.
У сезоні 1972/73 перебував у лавах друголігової «Мантови», за яку, утім, жодної гри у чемпіонаті не провів, після чого грав за представника Серії D «Беневенто».
Завершив ігрову кар'єру у клубі «Іскія Ізолаверде», де був граючим тренером протягом 1974—1975 років.

## Виступи за збірну
1963 року провів чотири гри у складі молодіжної збірної Італії.

## Кар'єра тренера
Відігравши один сезон за команду «Іскія Ізолаверде» у статусі граючого тренера, 1975 року зосередився не тренерській роботт, очоливши «Паганезе».
У подальшому часто змінював команди, протягом наступних трьої десятиріч змінивши понад дюжину клубів, які здебільшого змагалися на рівнях від регіональних італійських ліг до третього футбольного дивізіону країни.
Піком тренерської кар'єри Леонарді був сезон 1982/83, протягом якого він працював у Серії B з «Фоджею».

## Титули і досягнення

### Як гравця
- Переможець Середземноморських ігор: 1963
- Володар Кубка Італії (1):

«Рома»: 1963–1964